# هوبير جونز
هوبير جونز (بالإنجليزية: Hubert Jones)‏ هو لاعب اتحاد الرغبي أسترالي، ولد في 8 أغسطس 1888، وتوفي في 4 نوفمبر 1916.